# Mr. Magoo (película)
Mr. Magoo es una película de comedia en acción real de 1997 basada en el dibujo animado original del mismo nombre de la UPA. La película estuvo producida por Walt Disney Pictures, y protagonizada por Leslie Nielsen, Mate Keeslar, Nick Chinlund, Stephen Tobolowsky, y Ernie Hudson. Fue producida por Ben Myron y fue la primera y última película de lengua inglesa hecha por el director de Hong Kong, Stanley Tong. La película recibió muy malas críticas y no tuvo ningún éxito en taquilla.

## Argumento
Cuando una piedra preciosa robada cae en manos del torpe millonario Quincy Magoo se desencadena un siniestro complot para recuperar la joya. Magoo es el objetivo de todo tipo de malévolos personajes...

## Reparto
- Leslie Nielsen como el Señor Quincy Magoo.
- Kelly Lynch como Luanne LeSeur/Prunella Pagliachi.
- Mate Keeslar como Waldo Magoo.
- Nick Chinlund como Bob Morgan.
- Stephen Tobolowsky como Agente de FBI Echa Stupak.
- Ernie Hudson como Agente de CIA Gustav Anders.
- Jennifer Garner como Stacey Sampanahodrita.
- Malcolm McDowell como Austin Cloquet.
- Miguel Ferrer como Ortega "El Piranha" Perú.

## Producción
Mr. Magoo fue rodada en Foz do Iguaçu, Brasil, Argentina y Vancouver, Canadá.

## Recepción
A pesar del gran reparto y éxito de la anterior adaptación de Disney, George de la Jungla, Mr. Magoo fue un desastre en taquilla, tan solo consiguió recaudar 21.4 millones de dólares domésticas contra unos 30 millones de dólares que tuvo de presupuesto, lo cual hizo que la película no fuese rentable. De hecho, las críticas a la película fueron tan negativas, que Disney estuvo forzada a retirarla de los cines tras tan solo dos semanas en cartelera.